# Rafael Gutiérrez
Rafael Gutiérrez Aldaco (Guadalajara, 8 settembre 1967) è un ex calciatore messicano, di ruolo difensore.

## Carriera

### Club
Ha giocato nella massima serie messicana con Guadalajara, Leones Negros UdeG, Monterrey ed Atlético Celaya.

### Nazionale
Nel 1991 ha giocato due partite con la nazionale messicana.

## Palmarès

### Club

#### Competizioni nazionali
- Copa MX: 1

Leones Negros UdeG: 1990-1991